# Harvey Weiss
Harvey Weiss (* 1945) ist ein US-amerikanischer Professor für vorderasiatische Archäologie, Anthropologie und Altorientalistik an der Yale University.
Der 1976 an der University of Pennsylvania promovierte Archäologe leitet seit 1978 die Ausgrabungen in Tell Leilan und ist vor allem für seine Forschungen zum Einfluss klimatischer Bedingungen auf kulturelle Veränderungen bekannt. Sein Forschungsschwerpunkt ist die Zeit des Reiches von Akkade, aus welcher ein Königspalast in Tell Leilan gefunden wurde. Dabei wird insbesondere auch auf moderne satellitengestützte Forschungsmethoden sowie die Paläoklimatologie zurückgegriffen, um den Kollaps dieses Reiches zu erforschen. Diesbezüglich stellte Weiss die These auf, dass ein massiver Klimawandel maßgeblich Einfluss auf den Zusammenbruch hatte.

## Werke (in Auswahl)
- mit Lauren Ristvet: Micro- and Macro-Contexts of the Tell Leilan Eastern Lower Town Palace Archives. In: Eidem, Jesper (Hrsg.): The Eastern Lower Town Palace Archives : Yale Tell Leilan Research, Bd. 1. New Haven : Yale University Press, 2008.
- mit M. Staubwasser: Holocene Climate and Cultural Evolution in Late Prehistoric-Early Historic West Asia. In: ders.: Holocene Climate and Cultural Evolution in Late Prehistoric-Early Historic West Asia : Quaternary Research 3/66, 2006.
- mit Lauren Ristvet: The Habur Region in the Late Third and Early Second Millennium B.C. In: Winfried Orthmann (Hrsg.): The History and Archaeology of Syria, Bd. 1. Saarbrücken, 2005.